# Pnoepyga
Pnoepyga és l'únic gènere d'ocell, de la família Pnoepygidae, si bé era inclòs a la dels timàlids (Timaliidae) endèmic del sud i sud-est d'Àsia.

## Taxonomia
El gènere s'ha classificat durant molt de temps a la família dels timàlids (Timaliidae). Un estudi del 2009 de l'ADN de les famílies Timaliidae i els tallarols del Vell Món (Sylviidae) no va trobar cap suport per a la col·locació del gènere en cap de les dues famílies, cosa que va impulsar els autors a erigir una nova família monogenèrica, la Pnoepygidae.
Aquest gènere de passeriformes diminutius té una distribució principalment montana al sud i sud-est d'Àsia. L'escuat ventreblanc es troba a les zones muntanyoses del nord de l'Índia cap a l'est fins al sud de la Xina i el nord del Vietnam. L'escuat de Taiwan és endèmica de Taiwan, i de manera similar, el del Nepal té una distribució restringida, principalment al Nepal (i també lleugerament a l'Índia). L'espècie més estesa és l'escuat menut, que es troba des de la Xina i l'Índia cap al sud a través del sud-est asiàtic fins a la península Malaia i Indonèsia fins a Flores i Timor.
Segons la classificació del Congrés Ornitològic Internacional (versió 15.1, 2025), aquest gènere conté quatre espècies:
- Pnoepyga albiventer - escuat ventreblanc.
- Pnoepyga formosana - escuat de Taiwan.
- Pnoepyga immaculata - escuat del Nepal.
- Pnoepyga pusilla - escuat menut.

### Nota taxonòmixa
L'escuat xinès (abans Pnoepyga mutica) es va separar provisionalment de P. albiventer (Päckert et al. 2013)basant-se en una divergència moderada en l'ADN mitocondrial i les vocalitzacions.Provisionalment es tracta com una subespècie de P. albiventer a l'espera de més estudis.